# Vizcondado de Los Villares
El vizcondado de Los Villares es un título nobiliario español creado por el rey Felipe V por real decreto de 15 de septiembre de 1707 y por real despacho del 2 de mayo de 1708 a favor de Francisco de Cevallos y Villegas.
La denominación del título se refiere al municipio jienense de Los Villares.

## Vizcondes de Los Villares
|                        | Titular                                                  | Periodo                |
| Creación por Felipe IV | Creación por Felipe IV                                   | Creación por Felipe IV |
| ---------------------- | -------------------------------------------------------- | ---------------------- |
| I                      | Francisco de Cevallos y Villegas                         | 1708-1709              |
| II                     | Gabriel de Cevallos Villegas y López de Villalobos       | 1710-1764              |
| III                    | Francisco Javier de Cevallos Salcedo y Villalobos        | 1764-1781              |
| IV                     | Gabriel de Cevallos y Escobedo                           | 1781-¿?                |
| V                      | María de la Concepción de Cevallos y del Hierro          | ¿?-1816                |
| VI                     | José María de Careaga y Cevallos                         | 1816-1853              |
| VII                    | Miguel José Avís Venegas de Careaga Gibaje y Heredia     | 1854-1862              |
| VIII                   | Josefa de Careaga y Moreno-Bravo                         | 1862-1914              |
| IX                     | Manuel Pedro Miguel Fernández de Córdoba y Careaga       | 1917-1836              |
| X                      | María Josefa Fernández de Córdoba y Fernández de Córdoba | 1956-1991              |
| XI                     | José Antonio Fernández de Córdoba y Sánchez              | 1991-2011              |
| XII                    | Pedro Fernández de Córdoba y Cascales                    | 2012-hoy               |

## Historia de los vizcondes de Los Villares
- Francisco de Cevallos y Villegas (Bárcena, 1655-1709), I vizconde de Los Villares,[2][1] veinticuatro de la ciudad de Jaén y caballero de la Orden de Santiago desde 1687.[3]

Casó en 1687 con Ana María López de Villalobos y Colmenero. El 22 de enero de 1710 sucedió su hijo:
- Gabriel de Cevallos Villegas y López de Villalobos, II vizconde de Los Villares[2] y caballero de la Orden de Santiago en 1702.[1]

Casó el 7 de julio de 1713 con Isabel de Salcedo y Alférez. El 4 de abril de 1764 sucedió su hijo:
- Francisco Javier de Cevallos Salcedo y Villalobos, III vizconde de Los Villares.[2]

Casó con Elvira de Escobedo y Serrano, nacida en Martos. El 5 de diciembre de 1781 sucedió su hijo:
- Gabriel de Cevallos y Escobedo, IV vizconde de Los Villares.[2]

Casó con María Vicenta del Hierro y Rojas, natural de Zaragoza y de la casa de los vizcondes de Palazuelos, hija de Antonio del Hierro y Arriaga y de Isidra de Rojas y Robles. Sucedió su hija:
- María de la Concepción de Cevallos y del Hierro (Madrid, 1780-Jaén, 19 de julio de 1816) , V vizcondesa de Los Villares.[6][2]

Contrajo matrimonio el 12 de octubre de 1799, en Jaén, siendo la primera esposa, con Miguel José Avís Venegas de Careaga Gibaje y Marín (Almería, 8 de mayo de 1781-Almería, 31 de mayo de 1858), II marqués de Torre Alta, regidor y alférez mayor de Almería, gran cruz de la Orden de Isabel la Católica, senador y maestrante de Ronda. Sucedió su hijo:
- José María de Careaga y Cevallos (26 de noviembre de 1805-Granada, 19 de septiembre de 1853) 1853),[9] VI vizconde de Los Villares,[2] diputado a Cortes por Jaén, gentilhombre de cámara con ejercicio de la reina Isabel II y maestrante de Granada.[10]

Casó el 12 de enero de 1824, en Almería,  con Antonia de Heredia y Begines de los Ríos, hermana de Narciso Heredia y Begines de los Ríos, I marqués de Heredia y conde de Heredia-Spínola. El 2 de abril de 1854 sucedió su hijo:
- Miguel José Avís Venegas de Careaga Gibaje y Heredia (Granada, 1 de mayo de 1826-Madrid, 17 de noviembre de 1861) VII vizconde de Los Villares, III marqués de Torre Alta[11] maestrante de Granada, caballero de la Orden de San Juan de Jerusalén, gentilhombre de cámara con ejercicio y regidor de Almería.[12]

Casó el 21 de julio  de 1855, en Granada, con María de los Dolores Moreno-Bravo y Chinchurretu. El 5 de agosto de 1862 sucedió su hija:
- Josefa de Careaga y Moreno-Bravo (Granada, 10 de mayo de 1856-Malpica del Tajo, 31 de agosto de 1914),[13] VIII vizcondesa de Los Villares[14] y IV marquesa de Torre Alta.[14]

Casó en primeras nupcias el 26 de junio de 1875, en Almería, con Pedro de Alcántara Fernández de Córdoba y Álvarez de las Asturias Bohorques (1847-1878), hijo de Joaquín María Fernández de Córdoba-Figueroa y Álvarez de las Asturias Bohorques, XIII marqués de Povar, y de María del Carmen Álvarez de las Asturias Bohorques y Giráldez, I condesa de Santa Isabel, grande de España.  Contrajo un segundo matrimonio el 30 de abril de 1906 con Mariano Contreras y Granja. El 29 de septiembre de 1917 sucedió su hijo de su primer matrimonio:
- Manuel Pedro Miguel Fernández de Córdoba y Careaga (Madrid, 2 de diciembre de 1876-Almería, 2 de noviembre de 1936),  IX vizconde de Los Villares,[14] V marqués de Torre Alta y regidor de Almería.[14]

Casó el 7 de enero de 1905, en Madrid, con su tía, prima hermana de su padre, María de la Encarnación Fernández de Córdoba y Owens. El 5 de mayo de 1956 sucedió su hija:
- María Josefa Fernández de Córdoba y Fernández de Córdoba (Madrid, 24 de octubre de 1905-Madrid, 11 de agosto de 1994),[18] X vizcondesa de Los Villares[14] y VI marquesa de Torre Alta.[14]

Casó en primeras nupcias el 10 de agosto de 1929, en Madrid, con Pedro Sánchez y Cantón y en segundas el 12 de junio de 1939 con Manuel Paramás y Enríquez. Sucedió su hijo segundogénito del primer matrimonio en el vizcondado en 1991 por distribución de su madre:
- José Antonio Fernández de Córdoba y Sánchez (n. Almería, 5 de agosto de 1932), XI vizconde de Los Villares.[20][14][2]

Casó el 20 de diciembre de 1961 con María del Carmen Fernández de Aguilera. El 17 de octubre de 2012, sucedió su sobrino, hijo de su hermano Pedro Fernández de Córdoba y Sánchez, VII marqués de Torre Alta, y de su esposa María de los Dolores Cascales y López.
- Pedro Fernández de Córdoba y Cascales, XII vizconde de Los Villares[2][14][21] y VIII marqués de Torre Alta.[14]

Casado con Ada García y Castañón, padres de Gonzalo y Rodrigo Fernández de Córdoba y García.